# Albinaria
Albinaria is een geslacht van slakken uit de familie van de Clausiliidae.

## Soorten
De volgende soorten zijn bij het geslacht ingedeeld:
- Albinaria adrianae E. Gittenberger, 1979
- Albinaria adriani (E. Gittenberger, 1987)
- Albinaria alajana (O. Boettger, 1896)
- Albinaria amalthea (Westerlund, 1878)
- Albinaria anatolica (Roth, 1839)
- Albinaria arcadica (L. Pfeiffer, 1868)
- Albinaria argynnis (Westerlund, 1898)
- Albinaria ariadne Schilthuizen & E. Gittenberger, 1991
- Albinaria arthuriana (O. Boettger, 1878)
- Albinaria avia (Charpentier, 1852)
- Albinaria basalifera Neubert, 1992
- Albinaria beckmanni H. Nordsieck, 2015
- Albinaria bigibbosula Westerlund, 1878
- Albinaria brevicollis (L. Pfeiffer, 1850)
- Albinaria broemmei (O. Boettger, 1892)
- Albinaria butoti (H. Nordsieck, 1984)
- Albinaria byzantina (Charpentier, 1852)
- Albinaria caerulea (Deshayes, 1835)
- Albinaria campylauchen (O. Boettger, 1883)
- Albinaria candida (L. Pfeiffer, 1850)
- Albinaria christae Wiese, 1989
- Albinaria coa (O. Boettger, 1889)
- Albinaria compressa (L. Pfeiffer, 1850)
- Albinaria confusa (O. Boettger, 1878)
- Albinaria contaminata (Rossmässler, 1835)
- Albinaria corrugata (Bruguière, 1792)
- Albinaria cretensis (Rossmässler, 1836)
- Albinaria cristatella (Küster, 1861)
- Albinaria cytherae (O. Boettger, 1894)
- Albinaria delvinensis H. Nordsieck, 2015
- Albinaria discolor (L. Pfeiffer, 1846)
- Albinaria eburnea (L. Pfeiffer, 1854)
- Albinaria edmundi (E. Gittenberger, 1987)
- Albinaria eikenboomi H. Nordsieck, 2019
- Albinaria evelynae E. Gittenberger, 1998
- Albinaria forbesiana (L. Pfeiffer, 1846)
- Albinaria freytagi (O. Boettger, 1889)
- Albinaria fuchskaeufeli H. Nordsieck, 1977
- Albinaria fulvula Flach, 1988
- Albinaria gerolimena H. Nordsieck, 1974
- Albinaria grayana (L. Pfeiffer, 1846)
- Albinaria greeni Tomlin, 1935
- Albinaria grisea (Deshayes, 1835)
- Albinaria haessleini Fauer, 1978
- Albinaria hians (O. Boettger, 1878)
- Albinaria hippolyti (O. Boettger, 1878)
- Albinaria hohorsti H. Nordsieck, 1984
- Albinaria idaea (L. Pfeiffer, 1850)
- Albinaria idyllica (E. Gittenberger, 1987)
- Albinaria inauris (O. Boettger, 1896)
- Albinaria ithomensis H. Nordsieck, 1984
- Albinaria jaeckeli Wiese, 1990
- Albinaria janicollis Welter-Schultes & Wiese, 1991
- Albinaria janisadana Loosjes, 1955
- Albinaria jonica (L. Pfeiffer, 1866)
- Albinaria kemerensis H. Nordsieck, 1993
- Albinaria klemmi O. Paget, 1971
- Albinaria krueperi (L. Pfeiffer, 1866)
- Albinaria latelamellaris Neubert, 2000
- Albinaria leonisorum (O. Boettger, 1901)
- Albinaria lerosiensis (L. Pfeiffer, 1841)
- Albinaria li Welter-Schultes, 1999
- Albinaria linnei E. Gittenberger, 2008
- Albinaria litoraria Neubert, 1998
- Albinaria lycica H. Nordsieck, 1993
- Albinaria maltzani (O. Boettger, 1883)
- Albinaria mavromoustakisi R. A. Brandt, 1961
- Albinaria menelaus (E. von Martens, 1873)
- Albinaria mixta H. Nordsieck, 1984
- Albinaria monocristata Neubert, 1992
- Albinaria moreletiana (O. Boettger, 1878)
- Albinaria munda (Rossmassler, 1836)
- Albinaria myrensis H. Nordsieck, 1993
- Albinaria nivea (L. Pfeiffer, 1854)
- Albinaria olivieri (Roth, 1839)
- Albinaria papillifera H. Nordsieck, 1993
- Albinaria pellucida H. Nordsieck, 1993
- Albinaria pelocarinata E. Gittenberger, 1994
- Albinaria percristata H. Nordsieck, 1993
- Albinaria petrosa (L. Pfeiffer, 1849)
- Albinaria pondika Welter-Schultes, 2010
- Albinaria praeclara (L. Pfeiffer, 1853)
- Albinaria profuga (Charpentier, 1852)
- Albinaria proteus (O. Boettger, 1889)
- Albinaria rebeli A. J. Wagner, 1924
- Albinaria rechingeri O. Paget, 1971
- Albinaria retusa (Olivier, 1801)
- Albinaria rollei (O. Boettger, 1896)
- Albinaria saxatilis (L. Pfeiffer, 1846)
- Albinaria schuchii (Rossmässler, 1836)
- Albinaria schuetti H. Nordsieck, 1984
- Albinaria scopulosa (Charpentier, 1852)
- Albinaria senilis (Rossmässler, 1836)
- Albinaria solicola Neubert, 1998
- Albinaria sphakiota (Maltzan, 1887)
- Albinaria spratti (L. Pfeiffer, 1846)
- Albinaria sturanyi A. J. Wagner, 1924
- Albinaria subaii (H. Nordsieck, 1984)
- Albinaria sublamellosa (O. Boettger, 1883)
- Albinaria supercarinata Gittenberger & Menkhorst, 1992
- Albinaria tenuicostata (L. Pfeiffer, 1865)
- Albinaria terebra (L. Pfeiffer, 1853)
- Albinaria teres (Olivier, 1801)
- Albinaria thiesseae (O. Boettger, 1880)
- Albinaria torticollis (Olivier, 1801)
- Albinaria troglodytes (A. Schmidt, 1868)
- Albinaria turrita (L. Pfeiffer, 1850)
- Albinaria ulrikae Schilthuizen & E. Gittenberger, 1990
- Albinaria unicolor (O. Boettger, 1878)
- Albinaria violacea Schilthuizen & E. Gittenberger, 1990
- Albinaria virginea (L. Pfeiffer, 1846)
- Albinaria virgo (Mousson, 1854)
- Albinaria voithii (Rossmässler, 1836)
- Albinaria wettsteini Fuchs & Käufel, 1936
- Albinaria wiesei E. Gittenberger, 1988
- Albinaria xanthostoma (O. Boettger, 1883)
- Albinaria zilchi Fauer, 1993

### Synoniemen
- Albinaria (Albinaria) Vest, 1867 => Albinaria Vest, 1867
- Albinaria (Albinaria) brevicollis (L. Pfeiffer, 1850) => Albinaria brevicollis (L. Pfeiffer, 1850)
- Albinaria (Albinaria) caerulea (Deshayes, 1835) => Albinaria caerulea (Deshayes, 1835)
- Albinaria (Albinaria) freytagi (O. Boettger, 1889) => Albinaria freytagi (O. Boettger, 1889)
- Albinaria (Albinaria) rebeli A. J. Wagner, 1924 => Albinaria rebeli A. J. Wagner, 1924
- Albinaria (Albinaria) rechingeri O. Paget, 1971 => Albinaria rechingeri O. Paget, 1971
- Albinaria (Albinaria) sturanyi A. J. Wagner, 1924 => Albinaria sturanyi A. J. Wagner, 1924
- Albinaria (Albinaria) turrita (L. Pfeiffer, 1850) => Albinaria turrita (L. Pfeiffer, 1850)
- Albinaria (Albinaria) wettsteini Fuchs & Käufel, 1936 => Albinaria wettsteini Fuchs & Käufel, 1936
- Albinaria (Albinaria) corrugata (Bruguière, 1792) => Albinaria (Mirabellina) corrugata (Bruguière, 1792) => Albinaria corrugata (Bruguière, 1792)
- Albinaria (Albinaria) cretensis (Rossmässler, 1836) => Albinaria (Cretica) cretensis (Rossmässler, 1836) => Albinaria cretensis (Rossmässler, 1836)
- Albinaria (Albinaria) privigna (O. Boettger, 1883) => Albinaria olivieri privigna (O. Boettger, 1883)
- Albinaria (Albinaria) virginea (L. Pfeiffer, 1846) => Albinaria (Cretica) virginea virginea (L. Pfeiffer, 1846) => Albinaria virginea virginea (L. Pfeiffer, 1846)
- Albinaria (Cathariella) Lindholm, 1925 => Albinaria Vest, 1867
- Albinaria (Cathariella) coa (O. Boettger, 1889) => Albinaria coa (O. Boettger, 1889)
- Albinaria (Cathariella) cristatella (Küster, 1861) => Albinaria cristatella (Küster, 1861)
- Albinaria (Cathariella) munda (Rossmässler, 1836) => Albinaria munda (Rossmassler, 1836)
- Albinaria (Cathariella) proteus (O. Boettger, 1889) => Albinaria proteus (O. Boettger, 1889)
- Albinaria (Cathariella) rollei (O. Boettger, 1896) => Albinaria rollei (O. Boettger, 1896)
- Albinaria (Cathariella) unicolor (O. Boettger, 1878) => Albinaria unicolor (O. Boettger, 1878)
- Albinaria (Cathariella) virgo (Mousson, 1854) => Albinaria virgo (Mousson, 1854)
- Albinaria (Cerigana) O. Boettger, 1878 => Albinaria Vest, 1867
- Albinaria (Cerigana) compressa (L. Pfeiffer, 1850) => Albinaria compressa (L. Pfeiffer, 1850)
- Albinaria (Cerigana) cytherae (O. Boettger, 1894) => Albinaria cytherae (O. Boettger, 1894)
- Albinaria (Cerigana) discolor (L. Pfeiffer, 1846) => Albinaria discolor (L. Pfeiffer, 1846)
- Albinaria (Cerigana) edmundi (E. Gittenberger, 1987) => Albinaria edmundi (E. Gittenberger, 1987)
- Albinaria (Cerigana) evelynae E. Gittenberger, 1998 => Albinaria evelynae E. Gittenberger, 1998
- Albinaria (Cerigana) grayana (L. Pfeiffer, 1846) => Albinaria grayana (L. Pfeiffer, 1846)
- Albinaria (Cerigana) haessleini Fauer, 1978 => Albinaria haessleini Fauer, 1978
- Albinaria (Cerigana) pelocarinata E. Gittenberger, 1994 => Albinaria pelocarinata E. Gittenberger, 1994
- Albinaria (Cerigana) zilchi Fauer, 1993 => Albinaria zilchi Fauer, 1993
- Albinaria (Cretica) O. Boettger, 1878 => Albinaria Vest, 1867
- Albinaria (Cretica) byzantina (Charpentier, 1852) => Albinaria byzantina (Charpentier, 1852)
- Albinaria (Cretica) cretensis (Rossmässler, 1836) => Albinaria cretensis (Rossmässler, 1836)
- Albinaria (Cretica) eburnea (L. Pfeiffer, 1854) => Albinaria eburnea (L. Pfeiffer, 1854)
- Albinaria (Cretica) sphakiota (Maltzan, 1887) => Albinaria sphakiota (Maltzan, 1887)
- Albinaria (Cretica) sublamellosa (O. Boettger, 1883) => Albinaria sublamellosa (O. Boettger, 1883)
- Albinaria (Cretica) tenuicostata (L. Pfeiffer, 1865) => Albinaria tenuicostata (L. Pfeiffer, 1865)
- Albinaria (Cretica) troglodytes (A. Schmidt, 1868) => Albinaria troglodytes (A. Schmidt, 1868)
- Albinaria (Cretica) virginea (L. Pfeiffer, 1846) => Albinaria virginea (L. Pfeiffer, 1846)
- Albinaria (Diadoma) Westerlund, 1901 => Albinaria Vest, 1867
- Albinaria (Diadoma) christae Wiese, 1989 => Albinaria christae Wiese, 1989
- Albinaria (Diadoma) jaeckeli Wiese, 1990 => Albinaria jaeckeli Wiese, 1990
- Albinaria (Diadoma) torticollis (Olivier, 1801) => Albinaria torticollis (Olivier, 1801)
- Albinaria (Egana) O. Boettger, 1878 => Albinaria Vest, 1867
- Albinaria (Egana) amalthea (Westerlund, 1878) => Albinaria amalthea (Westerlund, 1878)
- Albinaria (Egana) arthuriana (O. Boettger, 1878) => Albinaria arthuriana (O. Boettger, 1878)
- Albinaria (Egana) candida (L. Pfeiffer, 1850) => Albinaria candida (L. Pfeiffer, 1850)
- Albinaria (Egana) fulvula Flach, 1988 => Albinaria fulvula Flach, 1988
- Albinaria (Egana) hippolyti (O. Boettger, 1878) => Albinaria hippolyti (O. Boettger, 1878)
- Albinaria (Egana) leonisorum (O. Boettger, 1901) => Albinaria leonisorum (O. Boettger, 1901)
- Albinaria (Egana) pondika Welter-Schultes, 2010 => Albinaria pondika Welter-Schultes, 2010
- Albinaria (Egana) ulrikae Schilthuizen & E. Gittenberger, 1990 => Albinaria ulrikae Schilthuizen & E. Gittenberger, 1990
- Albinaria (Egana) violacea Schilthuizen & E. Gittenberger, 1990 => Albinaria violacea Schilthuizen & E. Gittenberger, 1990
- Albinaria (Egana) wiesei E. Gittenberger, 1988 => Albinaria wiesei E. Gittenberger, 1988
- Albinaria (Egana) xanthostoma (O. Boettger, 1883) => Albinaria xanthostoma (O. Boettger, 1883)
- Albinaria (Graeca) O. Boettger, 1877 => Albinaria Vest, 1867
- Albinaria (Graeca) adriani (E. Gittenberger, 1987) => Albinaria adriani (E. Gittenberger, 1987)
- Albinaria (Graeca) argynnis (Westerlund, 1898) => Albinaria argynnis (Westerlund, 1898)
- Albinaria (Graeca) bigibbosula Westerlund, 1878 => Albinaria bigibbosula Westerlund, 1878
- Albinaria (Graeca) campylauchen (O. Boettger, 1883) => Albinaria campylauchen (O. Boettger, 1883)
- Albinaria (Graeca) hohorsti H. Nordsieck, 1984 => Albinaria hohorsti H. Nordsieck, 1984
- Albinaria (Graeca) linnei E. Gittenberger, 2008 => Albinaria linnei E. Gittenberger, 2008
- Albinaria (Graeca) litoraria Neubert, 1998 => Albinaria litoraria Neubert, 1998
- Albinaria (Graeca) mixta H. Nordsieck, 1984 => Albinaria mixta H. Nordsieck, 1984
- Albinaria (Graeca) petrosa (L. Pfeiffer, 1849) => Albinaria petrosa (L. Pfeiffer, 1849)
- Albinaria (Graeca) profuga (Charpentier, 1852) => Albinaria profuga (Charpentier, 1852)
- Albinaria (Graeca) solicola Neubert, 1998 => Albinaria solicola Neubert, 1998
- Albinaria (Graeca) subaii (H. Nordsieck, 1984) => Albinaria subaii (H. Nordsieck, 1984)
- Albinaria (Graeca) thiesseae (O. Boettger, 1880) => Albinaria thiesseae (O. Boettger, 1880)
- Albinaria (Graja) O. Boettger, 1878 => Albinaria Vest, 1867
- Albinaria (Graja) adrianae E. Gittenberger, 1979 => Albinaria adrianae E. Gittenberger, 1979
- Albinaria (Graja) arcadica (L. Pfeiffer, 1868) => Albinaria arcadica (L. Pfeiffer, 1868)
- Albinaria (Graja) butoti (H. Nordsieck, 1984) => Albinaria butoti (H. Nordsieck, 1984)
- Albinaria (Graja) confusa (O. Boettger, 1878) => Albinaria confusa (O. Boettger, 1878)
- Albinaria (Graja) contaminata (Rossmässler, 1835) => Albinaria contaminata (Rossmässler, 1835)
- Albinaria (Graja) grisea (Deshayes, 1835) => Albinaria grisea (Deshayes, 1835)
- Albinaria (Graja) idyllica (E. Gittenberger, 1987) => Albinaria idyllica (E. Gittenberger, 1987)
- Albinaria (Graja) jonica (L. Pfeiffer, 1866) => Albinaria jonica (L. Pfeiffer, 1866)
- Albinaria (Graja) krueperi (L. Pfeiffer, 1866) => Albinaria krueperi (L. Pfeiffer, 1866)
- Albinaria (Graja) nivea (L. Pfeiffer, 1854) => Albinaria nivea (L. Pfeiffer, 1854)
- Albinaria (Graja) schuchii (Rossmässler, 1836) => Albinaria schuchii (Rossmässler, 1836)
- Albinaria (Graja) senilis (Rossmässler, 1836) => Albinaria senilis (Rossmässler, 1836)
- Albinaria (Laconica) O. Boettger, 1878 => Albinaria Vest, 1867
- Albinaria (Laconica) broemmei (O. Boettger, 1892) => Albinaria broemmei (O. Boettger, 1892)
- Albinaria (Laconica) delvinensis H. Nordsieck, 2015 => Albinaria delvinensis H. Nordsieck, 2015
- Albinaria (Laconica) gerolimena H. Nordsieck, 1974 => Albinaria gerolimena H. Nordsieck, 1974
- Albinaria (Laconica) hians (O. Boettger, 1878) => Albinaria hians (O. Boettger, 1878)
- Albinaria (Laconica) ithomensis H. Nordsieck, 1978 => Albinaria ithomensis H. Nordsieck, 1984
- Albinaria (Laconica) menelaus (E. von Martens, 1873) => Albinaria menelaus (E. von Martens, 1873)
- Albinaria (Laconica) scopulosa (Charpentier, 1852) => Albinaria scopulosa (Charpentier, 1852)
- Albinaria (Laconica) voithii (Rossmässler, 1836) => Albinaria voithii (Rossmässler, 1836)
- Albinaria (Mirabellina) O. Boettger, 1878 => Albinaria Vest, 1867
- Albinaria (Mirabellina) ariadne Schilthuizen & E. Gittenberger, 1991 => Albinaria ariadne Schilthuizen & E. Gittenberger, 1991
- Albinaria (Mirabellina) avia (Charpentier, 1852) => Albinaria avia (Charpentier, 1852)
- Albinaria (Mirabellina) corrugata (Bruguière, 1792) => Albinaria corrugata (Bruguière, 1792)
- Albinaria (Mirabellina) fuchskaeufeli H. Nordsieck, 1977 => Albinaria fuchskaeufeli H. Nordsieck, 1977
- Albinaria (Mirabellina) greeni Tomlin, 1935 => Albinaria greeni Tomlin, 1935
- Albinaria (Mirabellina) idaea (L. Pfeiffer, 1850) => Albinaria idaea (L. Pfeiffer, 1850)
- Albinaria (Mirabellina) janicollis Welter-Schultes & Wiese, 1991 => Albinaria janicollis Welter-Schultes & Wiese, 1991
- Albinaria (Mirabellina) janisadana Loosjes, 1955 => Albinaria janisadana Loosjes, 1955
- Albinaria (Mirabellina) lerosiensis (L. Pfeiffer, 1841) => Albinaria lerosiensis (L. Pfeiffer, 1841)
- Albinaria (Mirabellina) li Welter-Schultes, 1999 => Albinaria li Welter-Schultes, 1999
- Albinaria (Mirabellina) maltzani (O. Boettger, 1883) => Albinaria maltzani (O. Boettger, 1883)
- Albinaria (Mirabellina) mavromoustakisi R. A. Brandt, 1961 => Albinaria mavromoustakisi R. A. Brandt, 1961
- Albinaria (Mirabellina) moreletiana (O. Boettger, 1878) => Albinaria moreletiana (O. Boettger, 1878)
- Albinaria (Mirabellina) olivieri (Roth, 1839) => Albinaria olivieri (Roth, 1839)
- Albinaria (Mirabellina) praeclara (L. Pfeiffer, 1853) => Albinaria praeclara (L. Pfeiffer, 1853)
- Albinaria (Mirabellina) retusa (Olivier, 1801) => Albinaria retusa (Olivier, 1801)
- Albinaria (Mirabellina) saxatilis (L. Pfeiffer, 1846) => Albinaria saxatilis (L. Pfeiffer, 1846)
- Albinaria (Mirabellina) spratti (L. Pfeiffer, 1846) => Albinaria spratti (L. Pfeiffer, 1846)
- Albinaria (Mirabellina) terebra (L. Pfeiffer, 1853) => Albinaria terebra (L. Pfeiffer, 1853)
- Albinaria (Mirabellina) teres (Olivier, 1801) => Albinaria teres (Olivier, 1801)
- Albinaria (Filumna) O. Boettger, 1878 => Cristataria Vest, 1867
- Albinaria (Filumna) cristatella (Küster, 1861) => Albinaria (Cathariella) cristatella (Küster, 1861) => Albinaria cristatella (Küster, 1861)
- Albinaria (Filumna) munda (Rossmassler, 1836) => Albinaria (Cathariella) munda (Rossmässler, 1836) => Albinaria munda (Rossmassler, 1836)
- Albinaria (Filumna) proteus (O. Boettger, 1889) => Albinaria (Cathariella) proteus (O. Boettger, 1889) => Albinaria proteus (O. Boettger, 1889)
- Albinaria (Filumna) rollei (O. Boettger, 1896) => Albinaria (Cathariella) rollei (O. Boettger, 1896) => Albinaria rollei (O. Boettger, 1896)
- Albinaria (Filumna) unicolor (O. Boettger, 1878) => Albinaria (Cathariella) unicolor (O. Boettger, 1878) => Albinaria unicolor (O. Boettger, 1878)
- Albinaria (Filumna) virgo (Mousson, 1854) => Albinaria (Cathariella) virgo (Mousson, 1854) => Albinaria virgo (Mousson, 1854)
- Albinaria almae (O. Boettger, 1889) => Isabellaria almae (O. Boettger, 1889)
- Albinaria buresi (A. J. Wagner, 1928) => Carinigera buresi (A. J. Wagner, 1928)
- Albinaria haussknechti (O. Boettger, 1886) => Inchoatia haussknechti (O. Boettger, 1886)
- Albinaria kocki H. Nordsieck, 1979 => Albinaria adrianae E. Gittenberger, 1979
- Albinaria messenica (E. v. Martens, 1876) => Albinaria nivea messenica (E. von Martens, 1876)
- Albinaria privigna (O. Boettger, 1883) => Albinaria olivieri privigna (O. Boettger, 1883)
- Albinaria sikeensis (H. Nordsieck, 1984) => Albinaria campylauchen sikeensis (H. Nordsieck, 1984)